# Virginie Sarpaux
Virginie Sarpaux (* 12. Juni 1977 in Mülhausen) ist eine ehemalige französische Volleyball- und Beachvolleyballspielerin.

## Karriere

### Karriere Halle
In ihrer Jugend spielte Virginia Sarpaux Tennis und entschied sich auf Anraten einer Freundin ihrer Mutter für den Volleyballsport. Sie wurde zunächst bei FLL Agde ausgebildet und aufgrund ihrer Größe sofort in regionalen und später nationalen Lehrgängen geschult und in die französische Juniorennationalmannschaften aufgenommen. Bei der U19-WM wurde sie 1993 mit ihrem Team Neunte, ein Jahr später belegten die Französinnen bei den U20-Europameisterschaften den elften Platz. Ihren ersten Profivertrag unterschrieb die in Mühlhausen geborene Sportlerin 1996 bei USSPA Albi Volley-Ball. Der Verein erreichte den fünften Rang in der ersten französischen Liga. Anschließend erkämpfte Sarpaux mit der A-Nationalmannschaft die Bronzemedaille bei den Mittelmeerspielen. Nach zwei Spielzeiten wechselte die Mittelblockerin in die brasilianische Liga und kehrte anschließend in die Hauptstadt des Département Tarn zurück. Mit dem Sportclub aus Albi wurde sie 1999 Dritte bei den französischen Meisterschaften, mit der Landesauswahl erreichte sie die gleiche Platzierung bei den World University Games. In der folgenden Spielzeit reichte es noch zum vierten Rang in der französischen Beletage, im CEV Cup wurde der Verein aus der Region Okzitanien nur 28.. 2001 wurde die Grande Nation bei der Volleyball-Europameisterschaft Achter, Sarpaux war inzwischen in Deutschland bei Bayern Lohhof aktiv und stand mit ihrem Team im Pokalfinale. Anschließend beendete die Französin nach fünf Spielzeiten mit insgesamt 89 Länderspielen ihre Hallenkarriere.

### Karriere Beach
Sarpaux spielte 2005 ihre ersten internationalen Turniere mit ihrer langjährigen Partnerin Morgane Faure. Größte gemeinsame internationale Erfolge der beiden waren der Titel bei den Mittelmeerspielen im gleichen Jahr, das Erreichen der Runde der besten Acht bei den Phuket Open eine Spielzeit später, der siebzehnte Rang bei der Weltmeisterschaft 2007 sowie weitere siebzehnte Plätze bei Grand Slams in Paris 2005, Klagenfurt 2007, Berlin 2007 und 2008, Gstaad 2008 und die Teilnahme an der Europameisterschaft in Hamburg in der gleichen Saison. Bei der nationalen Meisterschaft Frankreichs gewannen sie 2006 Bronze und 2008 Gold.
Anschließend spielte Sarpaux noch zwei Open-Turniere mit Eva Hamzaoui, ehe sie 2009 ein neues Duo mit Tatiana Barrera bildete. Sarpaux/Barrera unterlagen in der ersten Hauptrunde der WM in Stavanger den Griechinnen Arvaniti/Tsiartsiani und belegten den 17. Rang. Von 2013 bis 2015 startete Sarpau mit Julie De Vathaire bei verschiedenen Veranstaltungen in ihrem Heimatland. Zwei Endspielteilnahmen und drei Bronzeränge waren die besten Resultate. Nach dem Erreichen des Achtelfinales bei einem Turnier im Juni in Montpellier mit Aline Chamereau beendete Virginie Sarpau ihre Karriere.